# UNICEF Open 2012
Die UNICEF Open 2012 waren ein Tennisturnier der WTA Tour 2012 für Damen und ein Tennisturnier der ATP World Tour 2012 für Herren in Rosmalen in der Gemeinde ’s-Hertogenbosch und fanden zeitgleich vom 17. bis 23. Juni 2012 statt.
Titelverteidiger im Einzel war Dmitri Tursunow bei den Herren sowie Roberta Vinci bei den Damen. Im Herrendoppel waren die Paarung Daniele Bracciali und František Čermák, im Damendoppel die Paarung Barbora Záhlavová-Strýcová und Klára Zakopalová die Titelverteidiger.